# Scott Goodyear
Scott Goodyear (Toronto, Canadá, 20 de diciembre de 1959) es un piloto y periodista de automovilismo canadiense. Compitió profesionalmente en la CART y luego la Indy Racing League desde 1987 hasta 2001. Logró en total cinco victorias, entre ellas dos en las 500 Millas de Michigan de 1992 y 1994, y 18 podios, incluyendo dos segundos lugares en las 500 Millas de Indianápolis de 1992 y 1997. En cuanto a resultados de campeonato, fue subcampeón en la Indy Racing League 1996/97, y quinto en la CART 1992 y la IRL 1997.
Por otra parte, Goodyear resultó tercero en las 24 Horas de Le Mans de 1996 y quinto en las 24 Horas de Daytona de 1993 y primero en las 6 Horas de Watkins Glen de 2003. A partir de 2002, se desempeña como comentarista en las transmisiones televisivas de la IndyCar en ABC e ESPN.

## Inicios
Goodyear compitió en karting en su adolescencia. En 1980 comenzó a competir en monoplazas en la Fórmula Ford Goodyear, y obtuvo el título en la Fórmula Atlantic Este en 1986.
El piloto resultó cuarto en el Porsche 944 Challenge CASC 1986, tercero en 1987 y campeón en 1988. También a mediados de la década de 1980, disputó algunas carreras de la CanAm y el Campeonato IMSA GT.
En 1987, el piloto corrió siete fechas de la CART con el equipo Gohr, logrando un octavo puesto en Toronto. Además, compitió en las 24 Horas de Le Mans con un Porsche 962C de Brun. En 1989, participó en dos fechas de la CART con Hemelgarn, abandonando en ambas.
El canadiense se convirtió en piloto titular de Shierson en la CART 1990. Consiguió un séptimo puesto, dos octavos y nueve top 10 en 16 carreras, finalizando así en la 13.ª posición de campeonato. En su debut en las 500 Millas de Indianápolis, arribó noveno como segundo mejor novato.

## Walker
Walker fichó a Goodyear para disputar la temporada 1991 de la CART. Acumuló tres octavos lugares y ocho top 10, por lo que repitió el 13º puesto en la tabla de puntos.
El piloto venció en las 500 Millas de Michigan de 1992, nuevamente con Walker. Asimismo, llegó segundo en las 500 Millas de Indianápolis, cruzando la meta a 0,043 segundos del ganador luego de haber largado último. Además, logró seis top 5 y 11 top 10 en 16 carreras, por lo que alcanzó la quinta colocación final, siendo superado por Bobby Rahal, Michael Andretti, Al Unser Jr. y Emerson Fittipaldi.
En 1993, Walker puntuó en apenas tres de las primeras ocho carreras, entre ellas Indianápolis con un séptimo lugar. Tras ello, se recuperó consiguiendo dos podios y cinco top 5 en las ocho fechas restantes. Por tanto, culminó noveno en el campeonato de pilotos de la CART.

## Transición
El canadiense dejó el equipo Walker por el de Kenny Bernstein en la temporada 1994 de la CART. Triunfó por segunda vez en las 500 Millas de Michigan, pero consiguió solamente un cuarto lugar, un séptimo y un octavo en las demás pruebas. De este modo, se ubicó 12º en el campeonato de pilotos.
Goodyear no logró conseguir un puesto fijo en 1995. Disputó solamente tres carreras de la CART con el equipo Tasman. En las 500 Millas de Indianápolis clasificó tercero y lideró 42 vueltas, pero fue penalizado por adelantar al coche de seguridad y llegó 14º.
En 1996, el canadiense volvió al equipo Walker de la CART. En la segunda fecha en Jacarepaguá tuvo un choque en la tanda de entrenamientos, que lo obligó a alejarse de las pistas por varios meses. Participó en las 24 Horas de Le Mans con un Porsche 911 GT1 oficial junto a Yannick Dalmas y Karl Wendlinger, resultando tercero absoluto. Más tarde disputó otras tres fechas de la CART con Walker, logrando un noveno puesto en Vancouver.

## Indy Racing League
Goodyear dejó la CART en 1997 y se unió al equipo Treadway de la Indy Racing League. Obtuvo dos segundos puestos, uno de ellos en las 500 Millas de Indianápolis, dos terceros y un cuarto en ocho carreras disputadas. Así, se ubicó quinto en el campeonato 1996/97, habiéndose ausentado a las dos fechas realizadas el año anterior.
El piloto pasó al equipo Panther para la temporada 1998 de la Indy Racing League. Acumuló un segundo puesto, un tercero, dos cuartos y un sexto en 11 carreras, pero sus cuatro abandonos lo relegaron a la séptima colocación final.
En 1999, venció en Phoenix y Texas, y llegó segundo en Walt Disney World. Sin embargo, no logró ningún top 10 en las otras siete carreras, quedando así noveno en la tabla de puntos. En 2000, el canadiense logró una victoria en Texas 2, dos segundos puestos, un cuarto, un quinto y un noveno en Indianápolis. Por tanto, resultó subcampeón de pilotos frente a Buddy Lazier.

## Últimos años
Goodyear disputó las dos primeras fechas del International Race of Champions 2001, llegando sexto en Daytona. Luego se despidió de las 500 Millas de Indianápolis como piloto del equipo Cheever, abandonando en la vuelta 8 al ser chocado por Sarah Fisher. La lesión en la espalda que le provocó el impacto lo motivo a retirarse de los monoplazas a la edad de 41 años.
Goodyear volvió a las pistas dos años después, al resultar quinto absoluto en las 24 Horas de Daytona de la Grand-Am Rolex Sports Car Series con un Fabcar-Porsche del equipo Brumos, pilotando junto a Hurley Haywood, Scott Sharp y J. C. France. Más tarde venció en las 6 Horas de Watkins Glen, corriendo junto a David Donohue y Mike Borkowski también con Brumos. El canadisense corrió una última vez con Brumos en la fecha de Barber de la Grand-Am 2004.